# John Manners, 1.º Duque de Rutland
John Manners, 1.º Duque de Rutland e 9.º Conde de Rutland (29 de maio de 1638 - 10 de janeiro de 1711) foi um parlamentar britânico e político Whig. O seu divórcio da primeira mulher causou muitos comentários, em parte porque se acreditava que teria implicações políticas.

## Vida
Nasceu em Boughton, Northamptonshire, filho de John Manners, 8.º Conde de Rutland, e de Frances Montagu. Os seus avós maternos eram Sir Edward Montagu, 1.º Barão Montagu de Boughton, e a sua esposa Elizabeth Jeffries. Foi denominado Lorde Roos de 1641 até 1679. Teve seis irmãs, todas as quais casaram com membros da nobreza. Dorothy tornou-se Condessa de Shaftesbury; Grace tornou-se Viscondessa Chaworth; Margarida tornou-se condessa de Salisbury; Isabel tornou-se Condessa de Anglesey; Anne tornou-se Viscondessa Howe, e Frances tornou-se Condessa de Exeter.
Serviu, de forma bastante passiva, como Membro do Parlamento por Leicestershire de 1661 a 1679. Politicamente, foi um Whig, mas não compareceu na corte depois de 1689, preferindo a vida de um magnata do interior.
Lorde Roos sucedeu ao seu pai como Lorde Tenente de Leicestershire em 1677 e revelou-se um representante eficaz da coroa. O seu convite a Lord Sherard para o apoiar em Leicestershire em vez de ser um candidato da pequena nobreza irritou a pequena nobreza de Leicestershire, e a Câmara dos Comuns rejeitou a eleição de Roos. Foi criado Barão Manners de Haddon a 30 de abril de 1679 e enviado para a Câmara dos Lordes, mas sucedeu como Conde de Rutland a 29 de setembro de 1679, após a morte do seu pai. Manteve o seu posto de lorde tenente em 1681, apesar de apoiar o Projeto de Lei de Exclusão, mas foi afastado por Jaime II em 1687.
Durante os acontecimentos que levaram à Revolução Gloriosa, Rutland recebeu a então Princesa Ana no Castelo de Belvoir na sua fuga de Londres no final de 1688. Reconduzido por Guilherme em 1689, demitiu-se em 1702 para protestar contra a promoção governamental dos interesses conservadores em Leicestershire. A 29 de março de 1703, o seu longo apoio ao governo Whig foi recompensado com a obtenção do título Duque de Rutland e Marquês de Granby. Rutland foi reconduzido no posto de lorde tenente em 1706, cargo que manteve até à sua morte, a 10 de janeiro de 1711.

## Casamentos e descendência
Casou primeiramente com a sua prima em segundo grau Anne Pierrepont, filha de Henry Pierrepont, 1.º Marquês de Dorchester, e de Cecilia Bayning, a 15 de julho de 1658. O fracasso do casamento atraiu uma considerável atenção pública, uma vez que o divórcio não era geralmente permitido na época. Obteve uma "separação da cama e da mesa" em 1663, alegando adultério da mesma, e Actos privados do Parlamento em 1667, bastardizando a sua descendência desde 1659 e concedendo-lhe permissão para voltar a casar em 1670. Este processo exigiu gastos e problemas consideráveis. Isto também causou uma série de quezílias com o seu sogro de temperamento explosivo, que uma vez o desafiou para um duelo. O processo de divórcio suscitou um enorme interesse público e teve algum significado político, uma vez que entre os frequentadores habituais da Câmara dos Lordes se encontrava o próprio Rei Carlos II de Inglaterra. Segundo o próprio, estava ali apenas pelo entretenimento, dizendo que achava os debates "tão bons como uma peça de teatro"; mas houve um rumor de que o rei pretendia usar o divórcio como precedente para se divorciar da sua própria rainha sem filhos, Catarina de Bragança. No entanto, o boato não deu em nada. Entretanto, o rei, que via agora os debates parlamentares como um guia útil para as opiniões da classe dominante, começou a frequentar a Câmara dos Lordes regularmente. Os pares habituaram-se a "falar para a lareira" (i.e., dirigir-se diretamente ao rei, que, para indicar que estava presente apenas como observador, se sentava geralmente junto ao fogo).
Casou, em segundas núpcias, com Diana Bruce, filha de Robert Bruce, 2.º Conde de Elgin, e de Diana Grey, a 10 de novembro de 1671. Esta faleceu a 15 de julho de 1672 no parto.
Casou, em terceiras núpcias, com Catherine Wriothesley Noel (falecida em 1733), filha de Baptist Noel, 3.º Visconde Campden, a 8 de janeiro de 1673. Tiveram três filhos:
- John Manners, 2.º Duque de Rutland (1676–1721), teve descendência;
- Catherine Manners (1675–1722), casou com John Leveson-Gower, 1.º Barão Gower, e teve descendência;
- Dorothy Manners (c. 1690–1734), casou com Baptist Noel, 3.º Conde de Gainsborough, e teve filhos.

Morreu em sua casa, o Castelo Belvoir.

## Outras ligações
- Duques de Rutland
- Castelo de Belvoir